# Karl Stoevesandt
Karl Stoevesandt (* 9. August 1882 in Bremen; † 4. Juli 1977 ebenda) war ein deutscher Mediziner und Theologe.

## Biografie
Stoevesandt war der Sohn des Mediziners und Krankenhausdirektors Johann Stoevesandt (1848–1933). Nach dem Besuch des Alten Gymnasiums in Bremen studierte er Medizin in Tübingen, Berlin und Leipzig. Er wurde 1901 Mitglied des Tübinger Wingolf und 1904 des Leipziger Wingolf. Als Assistenzarzt am Hygienischen Institut in Kiel schrieb er seine Dissertation. Von 1913 an, bis ins hohe Alter praktizierte Stoevesandt als niedergelassener Arzt in Bremen mit einer Praxis in der Kohlhökerstraße 56.
Stoevesandt war seit 1913 mit der Krankenschwester Dorothee Köster verheiratet und Vater von sechs Kindern. Die ältesten drei Söhne fielen im Zweiten Weltkrieg. Der jüngste Sohn Hinrich (1931–2018), promovierter Theologe, war der Leiter der Karl-Barth-Stiftung in Basel.
Als aktiver Christ engagierte sich Stoevesandt in der Gemeinde Unser Lieben Frauen in Bremen. Zunächst als Diakon, war er dort von 1938 bis 1967 als Verwaltender Bauherr tätig.
Seit 1922 war er mit Karl Barth befreundet. Der lebenslange Dialog und Briefwechsel ging in die Literatur ein. Er war Gegner liberaler Strömungen. Politisch war er konservativ und Mitglied der rechten Deutschnationale Volkspartei (DNVP).
In der Zeit des Nationalsozialismus trat Stoevesandt dem Wirken der Deutschen Christen entschieden entgegen. Die Gestapo nahm ihn wegen seiner theologischen Schriften wiederholt für mehrere Tage in Schutzhaft. In seinem Bremer Privathaus in der Kohlhökerstraße gründete Karl Stoevesandt 1934 mit Gleichgesinnten die Bekennende Gemeinde Bremens, war Mitglied der Bekenntnissynode und Vorsitzender des Landesbruderrats. Als Amtsträger der Kirche musste er sich mit den politischen Gegebenheiten jedoch abfinden.
Als eine Art Abrechnung mit seinen politischen Gegnern verfasste er ein Buch über seine Erfahrungen in der Zeit des Kirchenkampfes in Bremen mit dem Titel Bekennende Gemeinde und deutschgläubige Bischofsdiktatur in Geschichte des Kirchenkampfes in Bremen 1933-1945, Vandenhoeck & Ruprecht, Göttingen 1961.

## Ehrungen
- 1952 wurde ihm wegen seiner Tbc-Forschung der Professoren-Titel durch den Bremer Senat verliehen.
- 1952 erhielt er die Ehrendoktorwürde D. h. c. der evangelisch-theologischen Fakultät der Universität Mainz.
- 1953 wurde er mit der Paracelsus-Medaille durch das Präsidium des Deutschen Ärztetages ausgezeichnet.[1]
- Die Stoevesandtstraße in Bremen – Sebaldsbrück wurde nach seinem Vater benannt.